# دریسکول (تگزاس)
دریسکول، تگزاس (به انگلیسی: Driscoll, Texas) یک شهر در ایالات متحده آمریکا با جمعیت ۸۲۵ نفر است که در تگزاس واقع شده‌است.

## موقعیت جغرافیایی
موقعیت جغرافیایی شهرها و مناطق اطراف به شرح زیر است: